# Curvostylus petteyi
Curvostylus petteyi är en insektsart som beskrevs av Naudé 1926. Curvostylus petteyi ingår i släktet Curvostylus och familjen dvärgstritar. Inga underarter finns listade i Catalogue of Life.